# Ipermestra

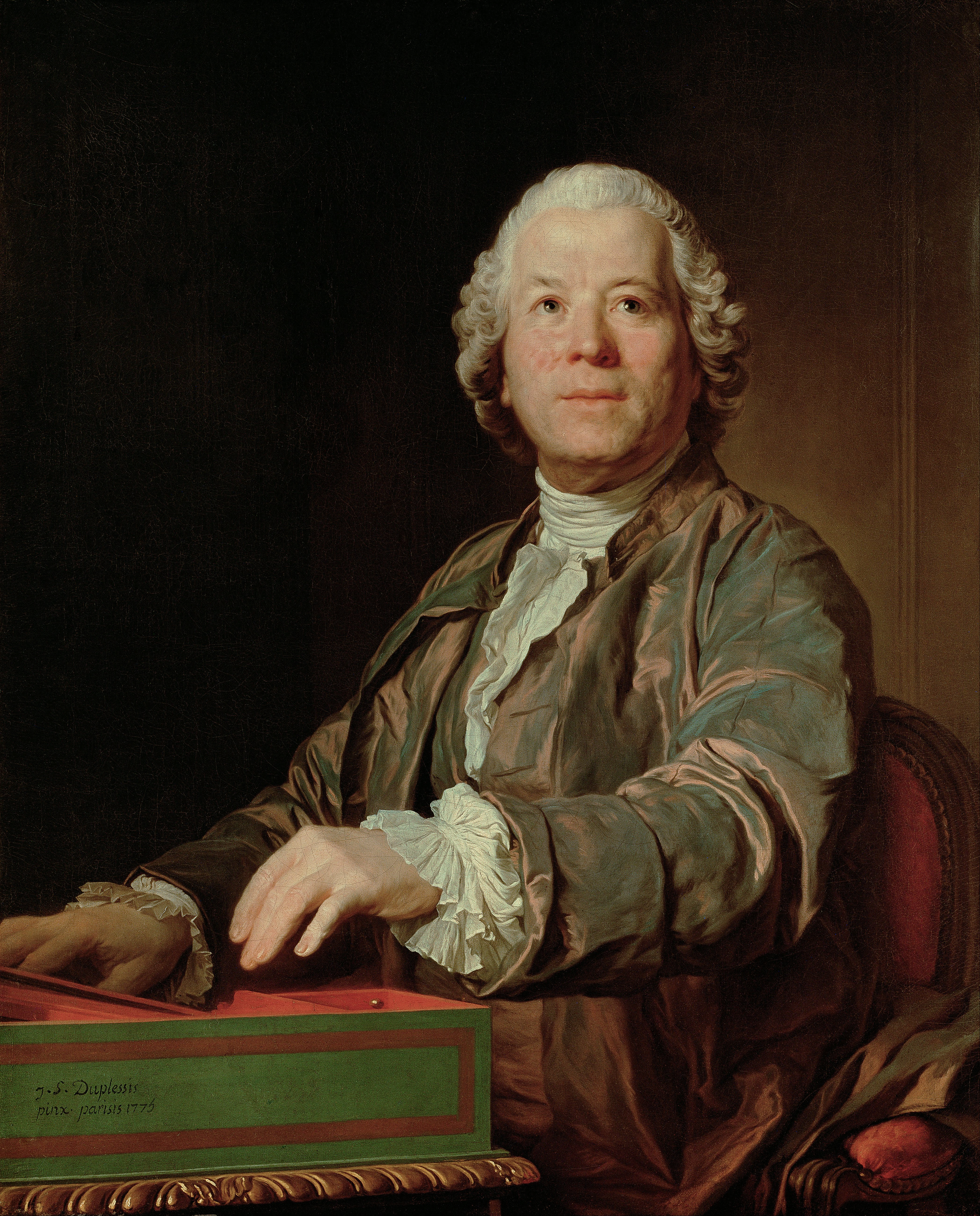
Christoph Willibald Gluck.

Ipermestra är en opera (dramma per musica) i tre akter med musik av Christoph Willibald Gluck och libretto av Pietro Metastasio.

## Historia
Glucks sjätte opera är också den förste helt bevarade. Hans livslånga vana att låna av sig själv börjar här med återanvändningen av en aria från Demofoonte. Operan hade premiär den 21 november 1744 på San Giovanni Grisostomo i Venedig. Ämnet för operan var även tänkt för det som skulle ha blivit Glucks sista opera, men efter en stroke tonsattes den av Antonio Salieri som Les Danaïdes (1784).

## Personer
- Danao (tenor)
- Ipermestra, hans dotter (kontraalt)
- Linceo, hennes make (soprankastrat)
- Elpinice (kontraalt)
- Plestene (sopran)
- Adrasto (soprankastrat)

## Handling
Operans handling rör den antika myten om kung Danaos som var far till 50 döttrar, Danaiderna.